# نوبل ام۴۰۰
نوبل ام۴۰۰ (Noble M400) خودرویی است که در سال‌های ۲۰۰۴–۲۰۰۷ تولید شده‌است.
این خودرو در کلاس خودرو اسپورت قرار گرفته و طراحی آن خودروهای موتور وسط عقب-محور عقب بوده است. سیستم جعبه‌دندهٔ آن ۶ دنده به دو صورت خودکار و دستی است.